# Mitutoyo
Mitutoyo Corporation é uma empresa multinacional japonesa especializada em instrumentos e soluções de medição metrológica. Fundada em 1934, no Japão, por Yehan Numata, a Mitutoyo tornou-se uma das principais fabricantes de equipamentos de medição dimensional no mundo, com presença em diversos continentes e filiais em países como Brasil, Argentina e Peru.
A empresa atua em setores industriais diversos, fornecendo instrumentos de precisão utilizados em controle de qualidade, engenharia, pesquisa e desenvolvimento.

## Produtos e serviços
A linha de produtos da Mitutoyo inclui:
- Micrômetros
- Paquímetros digitais e analógicos
- Relógios comparadores
- Máquinas de medição por coordenadas (CMMs)
- Rugosímetros
- Projetores de perfil
- Equipamentos de medição óptica e tridimensional
- Softwares de análise metrológica

Além disso, a empresa oferece serviços como calibração, manutenção técnica, treinamentos e consultoria em metrologia.

## Presença no Brasil
Em 2023, a Mitutoyo transferiu sua sede para Jundiaí (SP), escolhendo o município como nova base estratégica para atender o mercado brasileiro e da América do Sul.

## Missão e Filosofia do Fundador
Fundada por Yehan Numata, a Mitutoyo foi criada com a missão de “contribuir para o bem-estar da sociedade através do avanço da ciência”. Esse princípio ainda guia a empresa, que preza pela qualidade, precisão e desenvolvimento tecnológico contínuo.